# Parque Linear do Vale do Arrudas
O Parque Linear do Vale do Arrudas, também conhecido como Parque do Centenário, é uma área protegida brasileira. Está localizado no bairro Abadia, região leste de Belo Horizonte e possui uma área de 41 mil m².